# روي دياز غونزاليس
روي دياز غونزاليس (بالإسبانية: Roy Díaz González)‏ هو لاعب كرة الريشة مكسيكي، ولد في 1953.